# Lacticaseibacillus casei
Lacticaseibacillus casei (anteriormente Lactobacillus casei) es una especie de bacteria anaerobia Gram positiva que se encuentra en el intestino y boca de los humanos. Esta bacteria, productora de ácido láctico, se emplea en la industria láctea en la elaboración de alimentos probióticos (aquellos que contienen microorganismos vivos que pueden beneficiar la salud del organismo anfitrión). Se ha comprobado que esta especie particular de lactobacilo es muy resistente a rangos muy amplios de pH y temperatura, siendo además un complemento al crecimiento de L. acidophilus, un productor de la enzima amilasa (una enzima digestiva de carbohidratos en la saliva y en el jugo pancreático de mamíferos). Se cree que mejora la digestión y la tolerancia a la leche. Está demostrado que la variante GG ayuda a la recuperación de la diarrea en niños. Por esta razón se emplea en la elaboración de diversos alimentos funcionales.
L. casei ha sido empleado en numerosos trabajos de investigación como modelo para estudiar la fisiología y genética del género Lactobacillus. L. casei y especialmente la cepa tipo L. casei subesp. casei ATCC 393 se ha utilizado en estudios sobre la fermentación de la glucosa, lactosa, citrato y piruvato, caracterización molecular y estudios comparativos de la enzima L-lactato deshidrogenasa y el sistema proteolítico.

## Taxonomía
En 2020 se hizo una revisión taxonómica de importancia (Zheng et al.). Tras los resultados de un análisis filogenético se dividió a Lactobacillus en varios géneros, entre ellos Lacticaseibacillus, con 20 especies y L. casei como especie tipo.
El complejo de especie aceptado es:
- Lacticaseibacillus casei (Orla-Jensen 1916) Zheng et al. 2020
  - Lactobacillus casei subsp. pseudoplantarum Abo-Elnaga & Kandler 1965 (Listas aprobadas 1980) sin ajustes de Zheng, todavía válido. La filogenia es problemática, la cepa tipo es L. paracasei subsp. paracasei, según la ATCC, JCM y BCCM.[7]
- Lacticaseibacillus chiayiensis (Huang et al. 2018) Zheng et al. 2020
- Lacticaseibacillus paracasei (Collins et al. 1989) Zheng et al. 2020
  - Lacticaseibacillus paracasei subsp. paracasei (Collins et al. 1989) Zheng et al. 2020
  - Lacticaseibacillus paracasei subsp. tolerans (Abo-Elnaga & Kandler 1965) Zheng et al. 2020
- Lacticaseibacillus rhamnosus (Hansen 1968) Zheng et al. 2020
- Lactobacillus zeae (Dicks et al. 1996 ex Kuznetsov 1959) Liu & Gu 2020

## Efectos sobre el organismo
Las bacterias deben resistir la acción de los jugos gástricos, biliares y duodenales y llegar intactas al tracto intestinal. Se han realizado experimentos para detectar la supervivencia de estas bacterias al paso por el tracto intestinal y se ha visto que hay un porcentaje alto de supervivencia. Otros estudios han mostrado que el consumo de lácteos con esta bacteria no altera el sistema inmunoprotector de los consumidores.